# Mopsea flava
Mopsea flava is een zachte koraalsoort uit de familie Isididae. De koraalsoort komt uit het geslacht Mopsea. Mopsea flava werd in 1910 voor het eerst wetenschappelijk beschreven door Nutting. 